# Kathryn Warner
Kathryn Warner (Barrow-in-Furness, Inglaterra) es una historiadora y escritora británica. Escribe principalmente sobre el siglo XIV. Su obra más conocida es la biografía del rey Eduardo II de Inglaterra.

## Biografía
Estudió historia y literatura en la Universidad de Mánchester y se especializó en el siglo XIV.
Escribió varios libros que describen el Reino de Inglaterra durante el siglo XIV y es más conocida por sus biografías de Eduardo II y de su esposa, Isabel de Francia.

## Las obras de Warner
- Edward II: The Unconventional King
- Isabella of France: The Rebel Queen — biografía de Isabel, la hija de Felipe IV
- Long Live the King: The Mysterious Fate of Edward II
- Richard II: A True King's Fall — biografía de Ricardo II, el rey de Inglaterra
- Blood Roses: The Houses of Lancaster and York Before the Wars of the Roses
- Edward II and Hugh Despenser the Younger: Downfall of a King's Favourite